# Campeonato Mundial de Ciclismo en Ruta de 1956
Los Campeonatos del mundo de ciclismo en ruta de 1957 se celebraron en la localidad danesa de Copenhague el 27 y 28 de agosto de 1956. 

## Resultados
| Evento                     | Oro                           | Oro        | Plata                            | Plata | Bronce                        | Bronce |
| -------------------------- | ----------------------------- | ---------- | -------------------------------- | ----- | ----------------------------- | ------ |
| Pruebas masculinas         |                               |            |                                  |       |                               |        |
| Hombres - carrera en línea | Rik van Steenbergen · Bélgica | 7h 26' 15" | Rik van Looy · Bélgica           | s.t.  | Gerrit Schulte · Países Bajos | s.t.   |
| Amateur - carrera en línea | Frans Mahn · Países Bajos     | 4h 47' 54" | Norbert Veroughstraete · Bélgica | -     | Jan Buis · Países Bajos       | -      |